# Civitaquana
Civitaquana este o comună din provincia Pescara, regiunea Abruzzo, Italia.
Populația comunei este de 1.347 de locuitori (2007).

## Demografie
Civitaquana - evoluția demografică

|  | Graficele sunt indisponibile din cauza unor probleme tehnice. Mai multe informații se găsesc la Phabricator și la wiki-ul MediaWiki. |

Date: Recensăminte sau birourile de statistică - grafică realizată de Wikipedia